# Jakub Kulhánek
Jakub Kulhánek, češki politik; * 30. junij 1984, Mělník.
Je nekdanji češki minister za zunanje zadeve.

## Politika
Med letoma 2013 in 2017 je deloval kot svetovalec takratnega predsednika poslanske zbornice parlamenta Češke Jana Hamáčka, med februarjem in novembrom 2014 pa je bil namestnik češkega obrambnega ministra Martina Stropnickýja. Bil je tudi svetovalec premierja Bohuslava Sobotke.
Od novembra 2014 je bil namestnik češkega zunanjega ministra, zadolžen za varnostni in večstranski oddelek. Na ministrstvu je diplomiral maja 2016. Izbirnega postopka, v katerem je moral zagovarjati svoje stališče o Zakonu o državni upravi, ni opravil, izpostavljeni pa so bili tudi nekateri dvomi o njegovem znanju ruščine.
Po odhodu s češkega ministrstva za zunanje zadeve je delal kot zunanji svetovalec v kitajskem podjetju CEFC Europe. Junija 2018 je postal politični namestnik ministra za notranje zadeve Češke Jana Hamáčka.
Leta 2019 je na listi socialdemokratske stranke neuspešno kandidiral za poslanca v Evropskem parlamentu.

### Minister za zunanje zadeve Češke republike
Po razrešitvi ministra za zunanje zadeve Češke republike Tomáša Petříčka aprila 2021 in nesprejetju nominacije za to funkcijo s strani Lubomírja Zaoráleka ga je stranka CSSD nominirala za ministra za zunanje zadeve Češke republike. Funkcijo je nastopil 21. aprila 2021 in jo opravljal do 17. decembra istega leta.